# СУ-122-III
СУ-122-III — опытная советская самоходная гаубица. Разработана в конструкторском бюро Уральского завода транспортного машиностроения. Серийно не производилась.

## История создания
Летом 1943 года под руководством Л. И. Горлицкого в свердловском конструкторском бюро Уральского завода транспортного машиностроения была разработана модернизированная версия СУ-122М, получившая обозначение СУ-122-III. В новой САУ были учтены замечания полученные при испытаниях СУ-122М. К июлю 1943 года был изготовлен опытный образец. С начала июля по начало августа опытная машина проходила испытания на Гороховецком артиллерийском полигоне одновременно с тремя опытными экземплярами СУ-85. Во время испытаний орудие дало сбой (произошёл отказ накатника), после чего СУ-122-III была снята с испытаний, а все работы по ней были прекращены.

## Описание конструкции

### Броневой корпус
Корпус и рубка СУ-122-III состояли из сварных броневых листов и обеспечивали противоснарядную защиту. Толщина листов варьировалась от 20 до 45 мм. Командирская башенка машины выполнялась из штампованной конструкции толщиной 20-мм. В остальном корпус машины был идентичен СУ-122М.

### Вооружение
Главным отличием СУ-122-III от СУ-122М было использование нового орудия Д-6, разработанного в конструкторском бюро Завода №9 под руководством Ф. Ф. Петрова. Орудие устанавливалось в рамке, обеспечивавшей соединение с лобовым листом корпуса. Высота линии огня — 1550 мм. Возимый боекомплект составлял 40 выстрелов. Дополнительно, имелись 2 пистолета-пулемёта ППШ с общим боезапасом в 1420 патронов.

### Средства наблюдения и связи
Для наводки орудия применялся прицел Т-10 и орудийная панорама. Для наблюдения окружающей обстановки в командирской башенке устанавливались два смотровых зеркальных прибора наблюдения и панорама ПТК. Внешняя связь осуществлялась по радиостанции 9Р. Для внутренних переговоров между членами экипажа использовались танковые переговорные устройства ТПУ-3бисФ.